# Грешем (Орегон)
Грешем (англ. Gresham) — місто (англ. city) на північному заході США, в окрузі Мултнома штату Орегон. Грешам є східним передмістям Портланда (на схід від 182-ї авеню). На сході обмежений річкою Сенді, за якою починається передгір'я Каскадних гір — гори Маунт-Худ.
За населенням Грешем є 4 містом у Орегоні. За переписом 2010 року населення становило 105 594 особи (2010). Площа міста — 57,4 км². Щільність — 1736 осіб/км².
Місту надано ім'я генерала американської громадянської війни Волтера Грешема 1884 року з побудовою поштового офісу. До того часу поселення називалося Кемпгроунд.
Місто поєднано з центром Портланда і західними передмістями (Бівертоном і Гіллсборо) синьою лінією швидкісного трамваю.

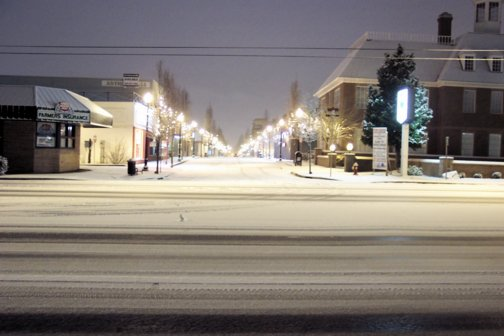
Рідкий сніг у Грешамі на розі Повел бульвара і вулиці Робертс у Даунтауні

## Географія
Грешем розташований за координатами 45°30′8″ пн. ш. 122°26′30″ зх. д. / 45.50222° пн. ш. 122.44167° зх. д. (45,502319, 122,441609). За даними Бюро перепису населення США, у 2010 році місто мало площу 60,67 км², з яких 60,09 км² — суходіл та 0,58 км² — водойми.

### Клімат
| Клімат : Грешем       | Клімат : Грешем | Клімат : Грешем | Клімат : Грешем | Клімат : Грешем | Клімат : Грешем | Клімат : Грешем | Клімат : Грешем | Клімат : Грешем | Клімат : Грешем | Клімат : Грешем | Клімат : Грешем | Клімат : Грешем | Клімат : Грешем |
| Показник              | Січ.            | Лют.            | Бер.            | Квіт.           | Трав.           | Черв.           | Лип.            | Серп.           | Вер.            | Жовт.           | Лист.           | Груд.           | Рік             |
| Середній максимум, °C | 7,8             | 10,6            | 13,3            | 16,7            | 20,6            | 23,9            | 27,8            | 27,8            | 25,0            | 18,3            | 11,7            | 7,8             | 17,6            |
| Середній мінімум, °C  | 1,1             | 2,2             | 3,9             | 5,6             | 8,3             | 11,1            | 12,8            | 12,8            | 10,6            | 6,7             | 4,4             | 1,7             | 6,8             |
| Норма опадів, мм      | 155             | 131             | 112             | 93              | 72              | 56              | 24              | 28              | 51              | 85              | 166             | 168             | 1139            |
| --------------------- | --------------- | --------------- | --------------- | --------------- | --------------- | --------------- | --------------- | --------------- | --------------- | --------------- | --------------- | --------------- | --------------- |
| Джерело:              |                 |                 |                 |                 |                 |                 |                 |                 |                 |                 |                 |                 |                 |

## Демографія

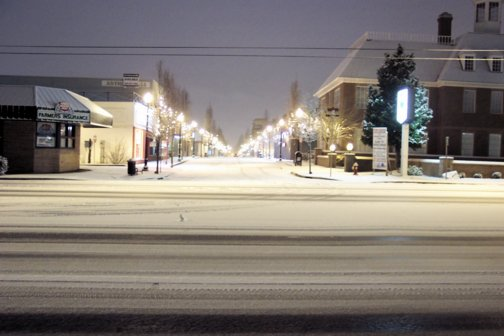
Рідкий сніг у Грешамі на розі Повел бульвара і вулиці Робертс у Даунтауні

Згідно з переписом 2010 року, у місті мешкали 105 594 особи в 38 704 домогосподарствах у складі 25 835 родин. Густота населення становила 1740 осіб/км². Було 41015 помешкань (676/км²).
Расовий склад населення:
| - 76,0 % — білих - 4,3 % — азіатів - 3,5 % — чорних або афроамериканців - 1,3 % — корінних американців - 0,7 % — вихідців з тихоокеанських островів - 9,8 % — осіб інших рас |

До двох чи більше рас належало 4,5 %. Частка іспаномовних становила 18,9 % від усіх жителів.
За віковим діапазоном населення розподілялося таким чином: 26,4 % — особи молодші 18 років, 62,9 % — особи у віці 18—64 років, 10,7 % — особи у віці 65 років та старші. Медіана віку мешканця становила 33,6 року. На 100 осіб жіночої статі у місті припадало 96,2 чоловіків; на 100 жінок у віці від 18 років та старших — 92,8 чоловіків також старших 18 років.
Середній дохід на одне домашнє господарство становив 59 455 доларів США (медіана — 46 956), а середній дохід на одну сім'ю — 66 607 доларів (медіана — 53 693). Медіана доходів становила 42 045 доларів для чоловіків та 36 184 долари для жінок. За межею бідності перебувало 21,3 % осіб, у тому числі 30,1 % дітей у віці до 18 років та 8,4 % осіб у віці 65 років та старших.
Цивільне працевлаштоване населення становило 49 147 осіб. Основні галузі зайнятості: освіта, охорона здоров'я та соціальна допомога — 21,8 %, роздрібна торгівля — 13,2 %, виробництво — 11,0 %, мистецтво, розваги та відпочинок — 9,9 %.

## Українська громада
За переписом 2000 року у місті було переписано 389 українців. За оцінкою місцевої української громади Орегону чисельність українців у 2 рази більша за офіційну. Українці часто записувалися росіянами. Досі продовжується еміграція з України п'ятидесятників і баптистів, що оселяються у недорогому східному передмісті Портланда. За оцінкою на 2008 рік чисельність українців становить 2-3 тис. осіб. Північніше, у Фейрв'ю є найбільша п'ятидесятницька українсько-російська церква Портланда «Суламита» (богослужіння російською мовою).

## Освіта
У місті діє Маунт-Худ громадський коледж.